# Sinan Bolat
Sinan Bolat (ur. 3 września 1988 w Kayseri) – turecki piłkarz, bramkarz KAA Gent. Pomimo iż urodził się w Turcji, dorastał w Belgii i stąd ma podwójne obywatelstwo. Grał w reprezentacji Turcji.
Swoją karierę zawodniczą rozpoczął w wieku 17 lat w Racingu Genk. W tej drużynie rozegrał 5 meczów ligowych. 29 grudnia 2008 przeszedł do zespołu Standard Liège. Z tym klubem zdobył mistrzostwo Belgii w 2009 roku. Latem 2013 roku podpisał pięcioletni kontrakt z FC Porto. W 2014 roku najpierw wypożyczono go do Kayserisporu, a następnie do Galatasaray SK, Club Brugge, CD Nacional i FC Arouca. W latach 2017–2020 był zawodnikiem klubu Royal Antwerp FC.